# プライベートリーグ
プライベートリーグとは、日本のアメリカンフットボールのリーグの種類の一つ。日本アメリカンフットボール協会旗下組織によるXリーグや学生リーグと異なり、同好会やプライベートチームを主体とする。学生のみのリーグや社会人と学生の混成リーグなど、様々なチーム・リーグが10リーグ以上存在する。

## 日本プライベートフットボール協会
プライベートリーグでは最も多くのチームが参加しており、東日本支部と西日本支部に分かれている。 
1978年、東日本と西日本を中心に東西9団体により日本プライベートフットボール協会が設立され、プライベートリーグが結成される。その後、関西の学生が中心としたリーグは地域的な問題等により解散（現在は関西のリーグに参加）し、関東地区の社会人団体6団体により活動を継続。1988年に関西地区のプライベート団体の西日本プライベートフットボール連盟選抜を招待し、記念交流戦を実施、現在のオーシャンボウルにつながっていった。1993年に統一の意思確認が東西に於いて行われ、1994年に東西56チーム、2000名の会員を有する全国組織として新たにスタートした。

- 東日本支部は、川崎グリズリーズ[1]、浦和ウラワーズ、ブランディングス、立川ファルコンズ、横浜タイタンズ、東海シーガルズ、ワイルドギース、所沢アウトローズ、鎌倉ラザロ、甲府ユリシーズ、群馬スタリオンズ、栃木マダガスカルズの、全12チームが加盟している。関東の社会人のチームが参加[2]。春にオープン戦、秋にリーグ戦が行われ、上位チームによるプレーオフの後、東日本選手権優勝チームがオーシャンボウルに出場する。
- 西日本支部は16チームが加盟しており、近畿地区9チーム、信越地区2チーム、東海地区2チーム、北陸地区3チームに分かれている。近畿地区は、京都府、（滋賀県のチームも含む）大阪府（兵庫県、奈良県のチームも含む。）に分かれてリーグ戦を行う。関大クエーサーズ、近大ザルトリウスなど学生のみのチームも存在する。中日本地区は東海社会人リーグとして、信越地区は信越社会人リーグとして参加しており、春季5月にはリーグ一位同士でシグマボウルを開催している。
- 2017年より北陸社会人連盟の3チームが新たに中日本地区所属となった。大阪、京都、信越、東海、北陸の代表チームでプレーオフを行い、西日本選手権優勝チームがオーシャンボウルに出場する。

### Xリーグとの違い
Xリーグとの一番の違いは、Xリーグの選手は社会人のみなのに対し、JPFFは高校生、大学生も参加出来るという事である。全国各地にはアメフト部がない高校、大学（特に高校）が多く、アメフトがしたくても出来ない者のために門戸を広げ、普及活動に勤めている。競技レベルは環境が各リーグ、各チームで異なる為、単純に比較することは出来ない。JPFFのチームは公式戦で対戦するJPFFの各チームの他に、Xリーグ、大学の体育会などとも試合を行うことが多い。例えば、アメフト滋賀県民体育大会ではJPFFの滋賀県のチームとXリーグの滋賀県のチームが交流戦を行っている他、筑波大学医学部のサークルチームが筑波大学体育会の1年生中心のチームとも対戦しており、大学の体育会とサークルが対戦する珍しい交流戦が行われている（同志社でも過去に体育会とサークルが対戦したという記録がある。）。ただし、JPFF東日本とUFL（アーバンフットボールリーグ。江戸川区アメリカンフットボール連盟主催）のチームが対戦する事はほとんどない。

### オーシャンボウル
正式な大会名称は、第○○回プライベートフットボール全日本選手権大会、○○年度全日本王座決定戦。1994年シーズンから開催され、2025年度で32回目を迎える。例年2月の中旬に実施され、海外・国内を通じて最後に開催されるボウルゲームである。過去の通算成績は東日本代表の19勝9敗3中止(第7回、第20回、第27回大会)。直近の2024年度は立川ファルコンズが単独2位となる5回目の優勝を決めた。
過去の対戦結果は以下の通り。
【対戦結果一覧】
- 第1回大会('94年度)　横田レイダース(東日本代表)18-9リンゴスターズ(西日本代表)　＠横浜スタジアム
- 第2回大会('95年度)　立川ファルコンズ(東日本代表)33-6リンゴスターズ(西日本代表)　＠横浜スタジアム
- 第3回大会('96年度)　立川ファルコンズ(東日本代表)41-0大阪チェックメイト(西日本代表)　＠横浜スタジアム
- 第4回大会('97年度)　立川ファルコンズ(東日本代表)6-13京都サウスベアーズ･FC(西日本代表)　＠川崎球場
- 第5回大会('98年度)　立川ファルコンズ(東日本代表)26-13アグレッサーズ(西日本代表)　＠長居球技場
- 第6回大会('99年度)　フジTV･スティーラーズ(東日本代表)7-10京都サウスベアーズ･FC(西日本代表)　＠長居球技場
- 第7回大会('00年度)　川崎グリズリーズ(東日本代表)降雪の為中止京都サウスベアーズ･FC(西日本代表)　＠横浜スタジアム
- 第8回大会('01年度)　フジTV･スティーラーズ(東日本代表)19-13京都サウスベアーズ･FC(西日本代表)　＠横浜スタジアム
- 第9回大会('02年度)　川崎グリズリーズ(東日本代表)7-13リバーサイドジョーカーズ(西日本代表)　＠大井第2球技場
- 第10回大会('03年度)　川崎グリズリーズ(東日本代表)12-0バイソンズ(西日本代表)　＠長居球技場
- 第11回大会('04年度)　川崎グリズリーズ(東日本代表)12-9リバーサイドジョーカーズ(西日本代表)　＠横浜スタジアム
- 第12回大会('05年度)　川崎グリズリーズ(東日本代表)6-12リバーサイドジョーカーズ(西日本代表)　＠横浜スタジアム
- 第13回大会('06年度)　川崎グリズリーズ(東日本代表)14-3ブートレッグス(西日本代表)　＠横浜スタジアム
- 第14回大会('07年度)　ワイルドギース(東日本代表)31-21リバーサイドジョーカーズ(西日本代表)　＠横浜スタジアム
- 第15回大会('08年度)　川崎グリズリーズ(東日本代表)7-38ブートレッグス(西日本代表)　＠長居球技場
- 第16回大会('09年度)　鎌倉ラザロ(東日本代表)6-10ブートレッグス(西日本代表)　＠横浜スタジアム
- 第17回大会('10年度)　川崎グリズリーズ(東日本代表)7-20リバーサイドジョーカーズ(西日本代表)　＠川崎球場
- 第18回大会('11年度)　浦和ウラワーズ(東日本代表)9-31ブートレッグス(西日本代表)　＠川崎球場
- 第19回大会('12年度)　浦和ウラワーズ(東日本代表)20-0アグレッサーズ(西日本代表)　＠エキスポフラッシュフィールド
- 第20回大会('13年度)　浦和ウラワーズ(東日本代表)降雪の為中止長野ブルーパーズ(西日本代表)　＠横浜スタジアム
- 第21回大会('14年度)　浦和ウラワーズ(東日本代表)14-0ブートレッグス(西日本代表)　＠横浜スタジアム
- 第22回大会('15年度)　立川ファルコンズ(東日本代表)6-28長野ブルーパーズ(西日本代表)　＠エキスポフラッシュフィールド
- 第23回大会('16年度)　浦和ウラワーズ(東日本代表)17-0長野ブルーパーズ(西日本代表)　＠遠州灘海浜公園球技場
- 第24回大会('17年度)　浦和ウラワーズ(東日本代表)26-0ブートレッグス(西日本代表)　＠富士通スタジアム川崎
- 第25回大会('18年度)　立川ファルコンズ(東日本代表)21-0長野ブルーパーズ(西日本代表)　＠エキスポフラッシュフィールド
- 第26回大会('19年度)　浦和ウラワーズ(東日本代表)38-0金沢ワイセンベルグ(西日本代表)　＠富士通スタジアム川崎
- 第27回大会('20年度)　(東日本代表)新型コロナウイルスの感染拡大により中止(西日本代表)　＠静岡県草薙総合運動場球技場
- 第28回大会('21年度)　浦和ウラワーズ(東日本代表)14-0ノービス(西日本代表)　＠エキスポフラッシュフィールド
- 第29回大会('22年度)　川崎グリズリーズ(東日本代表)28-8静岡ファルコンズ(西日本代表)　＠富士通スタジアム川崎
- 第30回大会('23年度)　浦和ウラワーズ(東日本代表)13-0金沢ワイセンベルグ(西日本代表)　＠長良川メドウ
- 第31回大会('24年度)　立川ファルコンズ(東日本代表)14-7金沢ワイセンベルグ(西日本代表)　＠MKタクシーフィールドエキスポ

【主な大会記録】
- 最多優勝記録：浦和ウラワーズ(7回)、立川ファルコンズ(5回)、川崎グリズリーズ(4回)、リバーサイドジョーカーズ、ブートレッグス(3回)
- 連続優勝記録：立川ファルコンズ(2、3回)、川崎グリズリーズ(10、11回)、ブートレッグス(15、16回)、浦和ウラワーズ(19、21回※中止を間に挟む)、(23、24回)、(26、28回※中止を間に挟む)
- 最多出場記録：川崎グリズリーズ(9回※1中止含む)、浦和ウラワーズ(9回※1中止含む)
- 連続出場記録：川崎グリズリーズ(5回)、立川ファルコンズ(4回)、浦和ウラワーズ(4回※1中止含む)
- 最多得点差記録：立川ファルコンズ(41点差、第3回大会)
- 主な開催会場と回数：横浜スタジアム(12回)、川崎球場、富士通スタジアム川崎(6回)、＠MKタクシーフィールドエキスポ(5回)、長居球技場(4回)

## 関東学生フットボールクラブ連盟
関東の大学のサークル・体育会など20チームが参加している。

1980年にフロンティアリーグ・リバティリーグ・パイオニアリーグ・日本大学学部別リーグの4リーグを集結し「関東学生プライベートフットボール連盟」を設立、1994年に「関東学生フットボールクラブ連盟」へ名称変更。

パイオニアリーグ、フロンティアとリバティのDiv.1部が存在し、秋季に各リーグ毎1回総当りで対戦する。各Div.1部の上位2チーム・計4チームは12月に行われる関東学生フットボールクラブ選手権（KCFF関東選手権）に出場、総合優勝を争う。(かつてはリバティリーグ、フロンティアリーグ、パイオニアリーグ、日大リーグの４部に分かれ、各リーグの1位がKCFF関東選手権に進出していたが、2013年度よりリーグ再編が行われた）
また5月には早稲田大学と慶應義塾大学のサークルチームが対戦する早慶ボウルが川崎球場で行われる。

### 2020年シーズンのブロック編成
- パイオニアリーグ フロンティアDiv.1部
  - 明治大学ロードランナーズ
  - 東洋大学グリフィンズ
  - 早稲田大学レブルス
  - 日本大学経済学部キャバリアーズ
  - 東京大学バイキングス
  - 慶應義塾大学アウトサイダース

- パイオニアリーグ リバティDiv.1部
  - 慶應義塾大学ダックス
  - 早稲田大学バッカス
  - 慶應義塾大学バイソン
  - 明治大学シティボーイズ
  - 日本大学理工学部サイテック
  - 日本大学生物資源科学部ブルータス
- パイオニアリーグ 2部
  - 法政大学ビーバーズ
  - 日本大学国際関係学部ワイバーンズ
  - 中央大学デルボマーズ、日本大学法学部ファニーブレイブス合同
  - 群馬大学トゥルーパーズ

### 過去所属していたチーム
- 東京理科大学ラスカルズ(現在は関東学生アメリカンフットボール連盟に所属)
- 工学院大学クラッシュマシーンズ(現在は関東学生アメリカンフットボール連盟に所属)
- 国際基督教大学アポッスルズ(現在は関東学生アメリカンフットボール連盟に所属)
- 東邦大学レッドレイダース
- 日本大学生産工学部アグレッサー
- 日本大学文理学部ローンスターズ
- 日本大学商学部マーキュリーズ
- 日本大学芸術学部ジャンキーズ
- 日本大学松戸歯学部ブラックアンドレッズ(現在は関東学生アメリカンフットボール連盟に所属)
- 法政大学ブルーインズ（旧称　バッカス）
- 法政大学サンダーボールズ
- 筑波大学プロミネンス
- 獨協大学バッカニアーズ
- 明治学院大学マーベリックス
- 慶應義塾大学ナイツ
- 明治大学ギャンブラーズ
- 文教大学ランブルフィッシュ
- 一橋大学トロージャンズ
- 東海大学シーブリーズ
- 順天堂大学ジャックナイツ

### 関東学生フットボールクラブ選手権（KCFF関東選手権）の主な記録

#### 優勝数
- 10回 早稲田大学レブルス(1994-98,2000,2002,2005,2009,2014)
- 9回 慶應義塾大学ダックス(1985,1989,1992-93,2006-07,2011-12,2016)
- 3回 東京大学バイキングス(1980,2001,2004)
- 3回 日本大学理工学部サイテック(1986,1988,2003)
- 3回 日本大学文理学部ローンスターズ(1987,1990-91)
- 2回 日本大学生産工学部アグレッサー(1983-84)
- 2回 明治大学ロードランナーズ(2010,2017)
- 1回 東洋大学グリフィンズ(2015)
- 1回 東京理科大学ラスカルズ(2008)
- 1回 慶應義塾大学バイソン(1999)
- 1回 日本大学経済学部キャバリアーズ(1982)
- 1回 東邦大学レッドレイダース(1981)

## その他全国に存在するリーグ
- NLL：北海道ノースランドリーグ
北海道社会人連盟が主催。北海道の4チームが加盟している。札幌ベンガルズが2003年より10連覇していたが、2014年に王座を失って以来混戦が続く。リーグ制覇チームは、東北社会人フットボールリーグの優勝チームと、北海道・東北社会人アメリカンフットボール王座決定戦（2012年より「絆ボウル」と命名）が行われる。
- 東北社会人フットボールリーグ 東北社会人連盟が主催。 秋田県、岩手県、宮城県、福島県の5チームが加盟している。人数の足りない東北学生連盟のチームが合同チームを組み、参加したこともある。リーグ制覇チームは、北海道ノースランドリーグの優勝チームと、北海道・東北社会人アメリカンフットボール王座決定戦（2012年より「絆ボウル」と命名）が行われる。
- 北陸社会人アメリカンフットボールリーグ  富山県、石川県、福井県に1チームずつあり、Xリーグジュニアトーナメントに参加するチームもある。7月にはボウルゲーム(ジャパンシーボウル→百万石ボウルに改称)が行われ、秋季リーグの優勝チームが学生、社会人の各地の強豪を迎え、石川県の各所（2005年はこまつドーム）で試合を行う。アサヒ飲料チャレンジャーズが参加したこともある。2017年よりJPFF中日本地区に加盟した。
- CSFL：中四国社会人アメリカンフットボールリーグ 中四国社会人連盟が主催。広島県、愛媛県、徳島県の4チームが加盟している。春にトーナメント戦を、秋にリーグ戦を行う。
- KSFL：九州社会人アメリカンフットボールリーグ 九州社会人連盟が主催。 福岡県、熊本県、鹿児島県の5チームが加盟している。秋に九州各地でリーグ戦を行う。
- 青森県リーグ 青森県内の4チームが加盟していた。強豪の弘前サージェントが東北社会人フットボールリーグに参加し、現在は活動をしていない。現東北学生連盟の弘前大学が参加していたこともある。
- NCFL：北関東クラブチームフットボールリーグ  茨城県、栃木県の4チームが加盟していた。9月～12月にリーグ戦を開催していたが、群馬スタリオンズ、栃木マダガスカルズのJPFF加盟、水戸セイバーズのUFL加盟により、実質的に活動を休止中である。
- UFL：アーバンフットボールリーグ（江戸川区アメリカンフットボール連盟）　1991年結成。7チームが加盟している[4]。春、秋にリーグ戦が行われている。12月に江戸川区陸上競技場にて行われるアーバンボウルは多くの観客を集めて行われる。
- 静岡オレンジリーグ  静岡県、山梨県の3チームが加盟していた。静岡ファルコンズのJPFF加盟、各チームの人員不足により、実質的に活動を休止中である。